# Nematopodius formosus
Nematopodius formosus là một loài tò vò trong họ Ichneumonidae.